# Vicco von Bülow
Vicco von Bülow (12 de noviembre de 1923-22 de agosto de 2011), conocido por el nombre artístico de Loriot, fue un humorista gráfico, comediante, director, actor y escritor de nacionalidad alemana.
Es sobre todo conocido como humorista gráfico, por sus sketches en la serie televisiva de 1976 Loriot, en la que trabajaba con Evelyn Hamann, y por dos películas, Ödipussi (1988) y Pappa Ante Portas (1991).
En la serie televisiva Unsere Besten, Loriot fue nombrado como el 54 entre los alemanes más importantes de todos los tiempos. En un episodio especial de Unsere Besten, se le consideró el humorista alemán más destacado de siempre.
Su nombre artístico, Loriot, es la palabra francesa para designar a la oropéndola, ave que aparece en el escudo de la familia Bülow.

## Biografía

### Familia

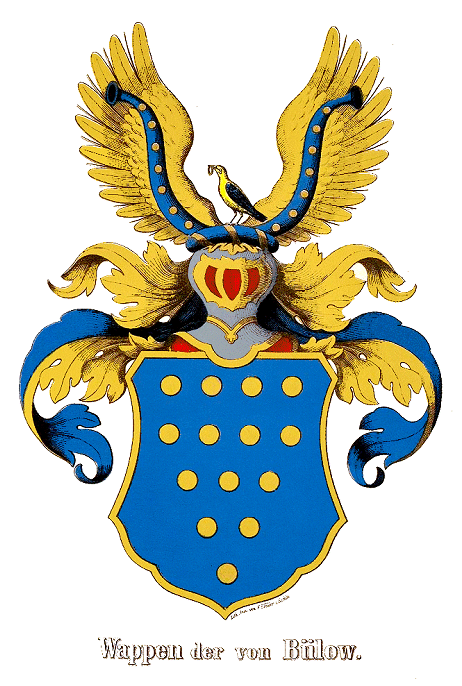
Escudo heráldico de la familia Bülow

Su verdadero nombre era Bernhard-Victor Christoph-Carl von Bülow, y nació en Ciudad de Brandeburgo, en la actual Alemania. La familia Bülow pertenece a la aristocracia alemana. Sus padres, el teniente de policía Johann-Albrecht Wilhelm von Bülow (1899–1972) y Charlotte Mathilde Louise von Roeder (1899–1929), se separaron al poco de nacer él, muriendo su madre cuando Von Bülow tenía seis años. Por ello, él y su hermano se criaron en Berlín con su abuela.
Formaba parte de la familia Bülow Bernhard von Bülow, Canciller de Alemania entre 1900 y 1909.
En 1951 se casó con Romi Schlumbom (nacida en 1929), hija de un comerciante de Hamburgo, con la cual tuvo dos hijas, Bettina y Susanne.

### Inicios
En 1933 los hermanos volvieron a vivir con su padre, que se había casado de nuevo en 1932. Von Bülow cursó estudios desde 1934 a 1938 en el Schadow-Gymnasium de BerlÍn-Zehlendorf. En 1938 se trasladó con su familia paterna a Stuttgart. En esa ciudad tuvo su primera experiencia como extra en obras de teatro y ópera, y en 1940 actuó como extra en la película Friedrich Schiller – Der Triumph eines Genies.
Von Bülow acudía todavía a la escuela cuando se inició la Segunda Guerra Mundial. Tras graduarse pronto en sus estudios de secundaria, decidió seguir la tradición familiar y hacerse oficial del Ejército. Fue destinado al Frente Oriental durante tres años, siendo Primer Teniente del Regimiento de Granaderos Panzer de la 3.ª División Panzer. Por sus servicios fue condecorado con las Cruces de Hierro de 2ª y de 1ª clase.
Su hermano menor, nacido el 27 de noviembre de 1924 en Brandeburgo y llamado Johann-Albrecht Sigismund von Bülow, cayó como teniente el 21 de marzo de 1945 en Gorgast. A pesar de luchar como oficial en la guerra, el archivo militar de Vicco von Bülow no contenía indicios de que su sentimiento fuera nacionalsocialista.
Tras la guerra, trabajó cerca de un año como leñador en Solling, ganando de ese modo los necesarios sellos de racionamiento. En 1946 finalizó sus estudios en Northeim, en el Gymnasium Corvinianum.

### Carrera artística
El talento de von Bülow para el dibujo ya podía apreciarse en sus años de escuela. Tras la guerra estudió diseño gráfico y pintura en la Landeskunstschule de Hamburgo, y a partir de 1950 publicó historietas con el seudónimo Loriot, apareciendo sus trabajos en las revistas Die Straße y Stern.
En 1971, von Bülow creó un perro de historieta llamado Wum, al cual él mismo daba voz. Wum era la mascota de la Aktion Mensch, una organización humanitaria alemana. En la temporada navideña de 1972, la canción de Wum "Ich wünsch' mir 'ne kleine Miezekatze", cantada en estilo sprechgesang, fue lo bastante popular para permanecer nueve semanas en lo más alto de las listas alemanas de éxitos. Wum también apareció en el show alemán Der große Preis, de modo intermitente hasta los años 1990. Al poco tiempo, Wum fue acompañado por el elefante Wendelin, y más tarde por Blauer Klaus, un alienígena que volaba en un platillo. Loriot escribía e interpretaba todos los personajes. Cuando el show llegó a su fin, también finalizaron las aventuras de Wum y Wendelin. Hoy en día, Wum y Wendelin aparecen en la última página de la revista televisivca Gong.
El primer episodio de la serie televisiva alemana Loriot se produjo en 1976. En seis episodios, Loriot presentaba sketches en los que habitualmente era el protagonista, además de cortos de animación dibujados por él.
Loriot era un amante de la música clásica y de la ópera. En 1982 dirigió un concierto humorístico con motivo del primer centenario de la Orquesta Filarmónica de Berlín. Además, von Bülow tenía relación de parentesco con Hans von Bülow, el primer director de la orquesta. Su versión narrativa de la obra de Camille Saint-Saëns El carnaval de los animales fue interpretada repetidamente por Loriot con el Scharoun Ensemble, un conjunto de música de cámara compuesto por músicos de la Orquesta Filarmónica de Berlín.

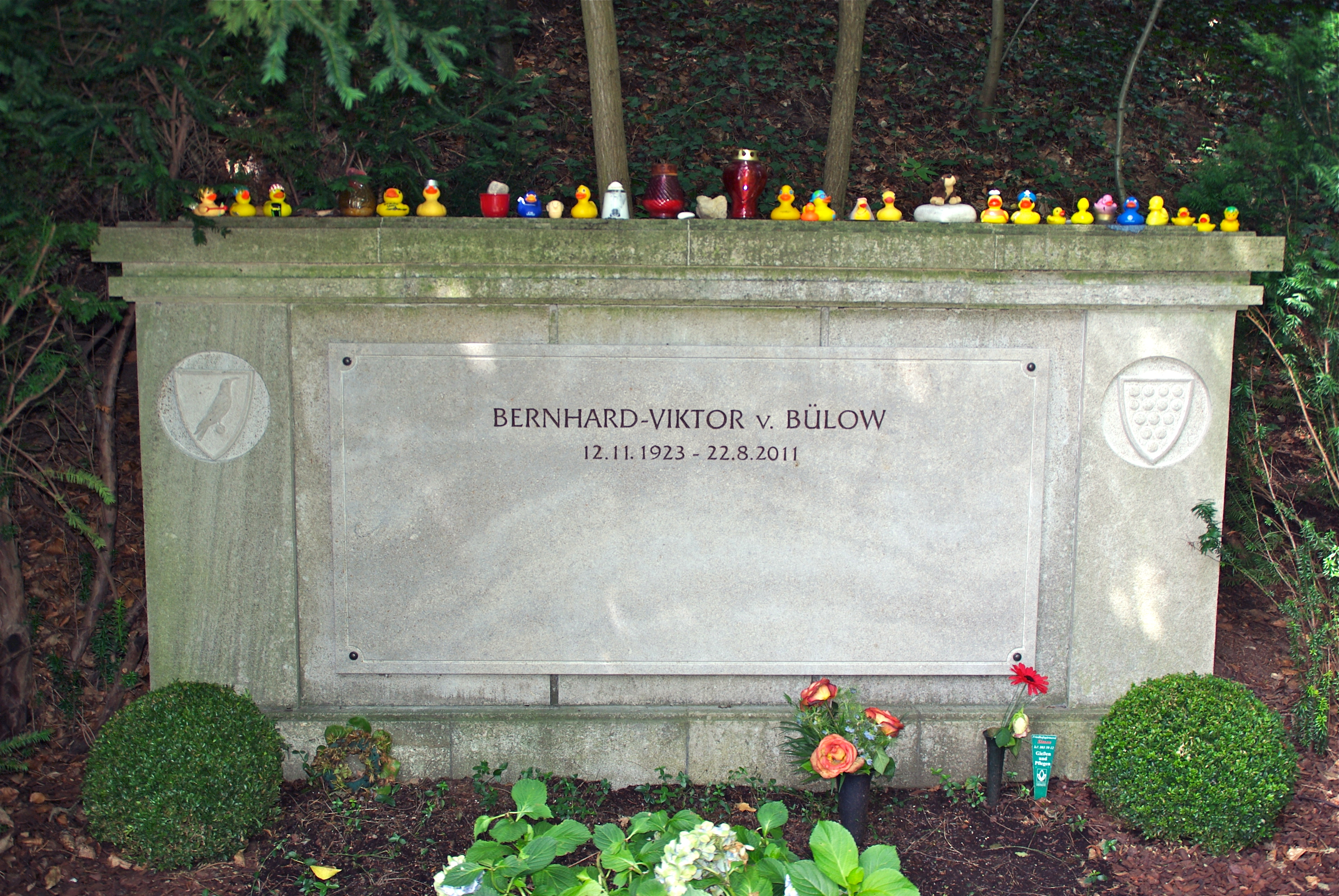
Tumba de Loriot en el Friedhof Heerstraße, en Charlottenburg-Wilmersdorf, Berlín

Como director, Loriot llevó a escena las óperas Martha (Ópera Estatal de Stuttgart, 1986) y El cazador furtivo (Luisburgo, 1988). En 1983, Radio Bremen produjo una emisión para la cadena ARD con motivo del 60 cumpleaños de Loriot. En 1988 Loriot recibió el Premio Especial de los Premios Bávaros del Cine, y en 1993 el Premio Honorario.
Loriot fue galardonado con un doctorado honorario por la Universidad de Wuppertal en 2001. También fue nombrado ciudadano honorario de Ciudad de Brandeburgo y de su localidad de adopción, Münsing, en 1993. Además, Loriot fue miembro de la Bayerische Akademie der Schönen Künste desde ese mismo año, y de la Academia de las Artes de Berlín desde 1997. Fue profesor honorario de artes teatrales de la Universidad de las Artes de Berlín en junio de 2003. Por su actividad artística en los diferentes medios, recibió a lo largo de su trayectoria numerosos premios. 
Vicco von Bülow falleció en Münsing, Alemania, en el año 2011. Fue enterrado en el cementerio Friedhof Heerstraße, en Charlottenburg-Wilmersdorf (Berlín).

## Reconocimientos y premios (selección)

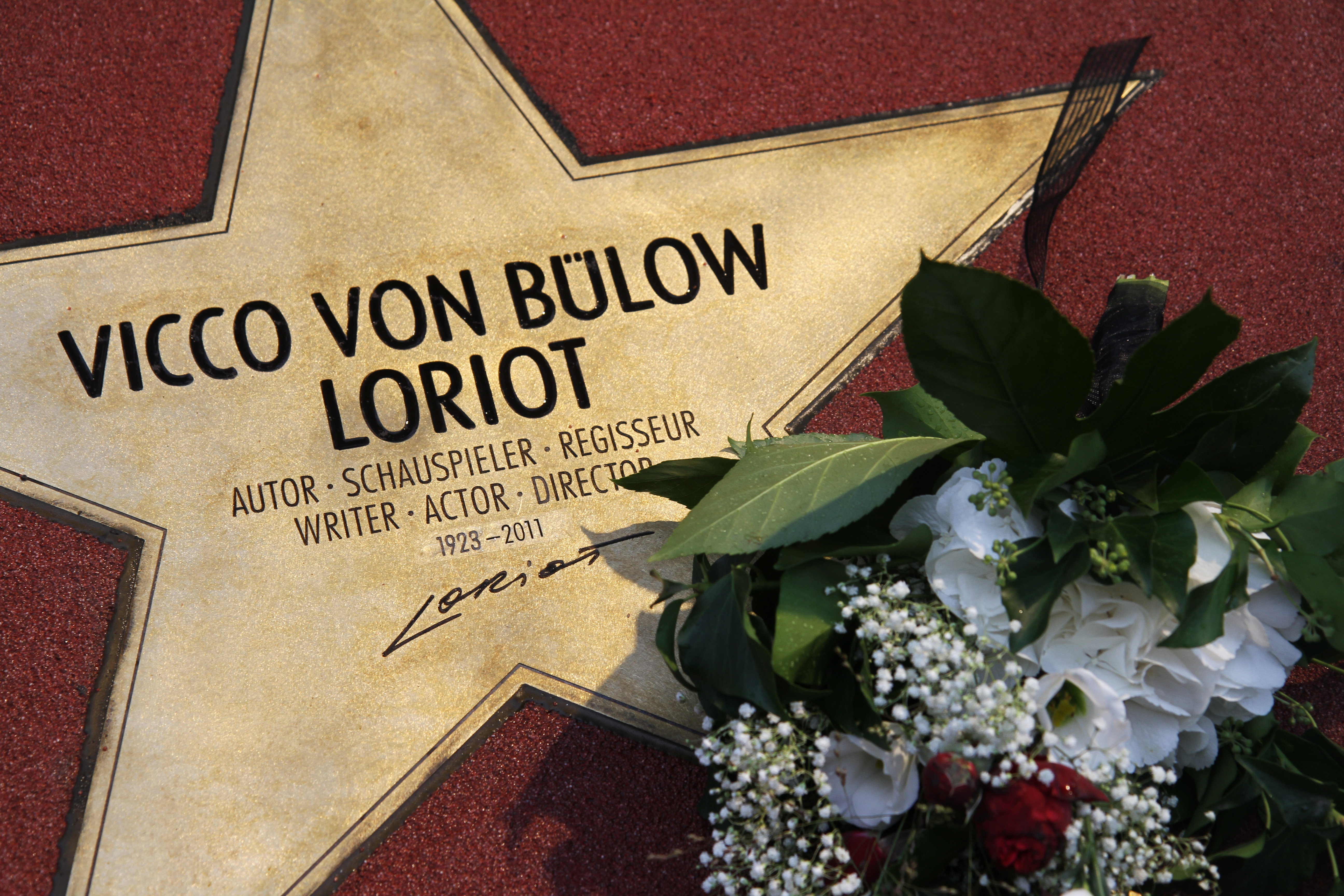
Estrella de Loriot en el Boulevard der Stars, en la Potsdamer Platz de Berlín

- 1943 : Cruz de Hierro de 1ª y 2ª clase
- 1968 y 1973 : Premio Adolf Grimme de plata
- 1973 : Goldene Europa
- 1974 : Gran Cruz de la Orden del Mérito de la República Federal de Alemania
- 1974 : Medalla Karl Valentin
- 1978 : Verleihung der Goldenen Kamera
- 1980 : Orden del Mérito de Baviera
- 1985 : Premio literario de Kassel
- 1988 y 1993 : Premios Bambi
- 1990 : Orden del Mérito de Berlín
- 1993 : Miembro de la Bayerische Akademie der Schönen Künste
- 1993 : Ciudadano honorífico de Ciudad de Brandeburgo y Münsing
- 1995 : Bayerischer Maximiliansorden für Wissenschaft und Kuns
- 1997 : Miembro de la Academia de las Artes de Berlín
- 1998 : Gran Cruz con estrella y faja de la Orden del Mérito de la República Federal de Alemania
- 2001 : Título honorífico de la Universidad de Wuppertal
- 2003 : Título honorífico de la Universidad de las Artes de Berlín
- 2007 : Premio honorario de los Deutsche Comedypreis
- 2007 : Premio Wilhelm Busch
- 2009 : Premio honorario de la Deutsche Filmakademie
- 2009 : Paseo de la Fama del Cabaret
- 2010 : Miembro honorario de la Deutsche Gesellschaft für Soziologie
- 2011 : Semipostales por cuatro conocidos dibujos de Loriot
- 2015 : Premio de los lectores de Hörzu a la mayor leyenda televisiva[11]